# Giulio Clovio

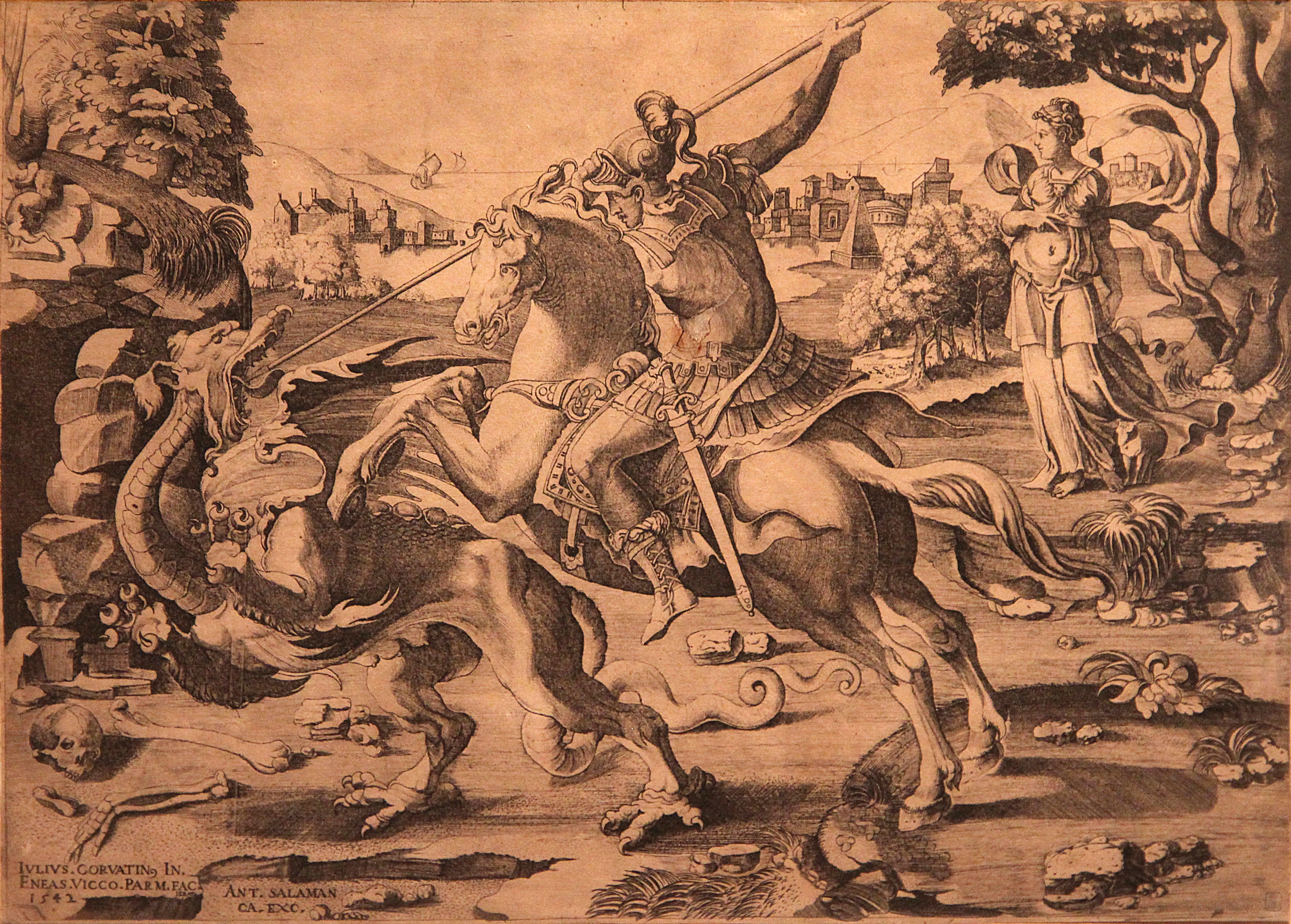
Gravura do Cabinet des Estampes Enea Vico segundo Giulio Clovio (1522).

Giorgio Giulio Clovio (Julije Klović; 1498 - 1578) foi um criador de iluminuras, miniaturista e pintor da Renascença, nascido na Dalmácia, que trabalhou na Itália. Foi também padre. É considerador o maior criador de iluminuras da Itália durante a Renascença e o último antigo mestre na arte das iluminuras.
Clovio nasceu em Grižane, na  Croácia. Era também chamado de Macedo ou Il Macedone porque supostamente tinha origens na Macedônia. Estudou na Dalmácia e depois em Roma, com Giulio Romano, e em Verona, com Girolamo dai Libri. Pintava em detalhes diminutos, que muitas vezes precisam de uma lupa para serem analisados. Trabalhou especialmente para colecionadores da Igreja e da realeza. Seu túmulo está na Basílica de San Pietro in Vincoli, o local onde está a famosa estátua de Moisés, de Michelângelo.
Trabalhou em Veneza para o Cardeal Domenico Grimani and engraved; em Budapeste, para a corte de Luís II da Hungria. Logo depois, voltou para Roma. El Greco pintou dois retratos de Clovio em Roma. Em um deles, Clovis estava lado a lado com outros mestres como  Michelângelo, Ticiano e Rafael. Ele também foi considerado o Michelângelo das iluminuras, pois foi hábil em transferir o estilo da Renascença para as miniaturas.
Seu trabalho mais famoso são as Horas de Farnese, executadas em 1546 para o Cardeal Alessandro Farnese, que levou nove anos para ser finalizado. São 28 miniaturas, principalmente de cenas do Velho e Novo Testamento e uma famosa representação de uma procissão de Corpus Christi em Roma. Outras de suas obras estão na Biblioteca Britânica, na Biblioteca do Vaticano, na Biblioteca Pública de Nova Iorque, em Bibliotecas em Viena, Munique e Paris.
De acordo com Antonfrancesco Cirni, ele também desenhou roupas para o elaborado casamento de Ortensia Borromeo, em março de 1565, que aconteceram no Palácio Apostólico. Tais tarefas eram esperadas de um pintor do Renascimento. As roupas estão registradas em uma série de água-vivas anônimas, provavelmente baseadas nos desenhos de Clovio.
A Croácia celebrou o seu 500.° aniversário em 1998. O Banco Nacional da Croácio lançou uma moeda em sua homenagem e o governo do país comprou a obra Julgamento Final, um presente do pintor ao Papa Clemente VII. Bernardin Modrić lançou seu filme The Gospel According to Klović, em 2006.